# Jesús González Hernández
Jesús González Hernández (Victoria de Durango, Durango, 25 de diciembre de 1949) es un físico, catedrático, investigador y académico mexicano. Se ha especializado en la investigación de materiales con estructura amorfa para ser utilizados en sistemas fotovoltaicos y de grabación óptica. Es coautor de 20 patentes, en México y Estados Unidos, relativas a dispositivos solares, elementos ópticos de haces de rayos x y biomateriales.

## Estudios y docencia
Realizó la licenciatura en la Escuela Superior de Física y Matemáticas (ESFM) del Instituto Politécnico Nacional (IPN) obteniendo el título en 1974, posteriormente realizó una maestría en el Departamento de Física del Centro de Investigación y de Estudios Avanzados del Instituto Politécnico Nacional (Cinvestav) en 1976 y un doctorado con especialidad en física del estado sólido en la Universidad Estatal de Campinas de São Paulo en Brasil en 1980.
Fue fundador de la unidad Querétaro del Cinvestav en 1993, la cual dirigió de 1998 a 2004. Fue creador del Programa de Posgrado en Ciencia e Ingeniería de Materiales.

## Investigador y académico
Colabora como investigador en el Cinvestav. Ha trabajado en la investigación de aplicaciones para sistemas fotovoltaicos y de grabación óptica con materiales de estructura amorfa de silicio, germanio, carbono y aleaciones de germanio-antimonio. Entre sus aportaciones destaca el uso de materiales carbonosos con estructura grafítica como matarial de contacto eléctrico en celdas solares. Por otra parte, realizó estudios de los procesos moleculares que ocurren durante el proceso termo-alcalino en la nixtamalización de la tortilla de maíz.
Desde 2004 es director general del Centro de Investigación en Materiales Avanzados (CIMAV). Es miembro de la International Higher Education Academy of Sicences de Rusia desde 1996. Es investigador nivel III del Sistema Nacional de Investigadores. Es miembro del Consejo Consultivo de Ciencias de la Presidencia de la República. Desde finales del año 2014 es Director General del Centro de Ingeniería y Desarrollo Industrial, centro público de investigación, pertenece al Sistema de Centros del CONACYT de México.

## Obras publicadas
Ha publicado más de 270 artículos especializados en revistas de circulación internacional. Ha escrito capítulos para libros colectivos. Ha sido citado en más de 3000 ocasiones. Es coautor de 11 patentes internacionales y 15 patentes nacionales. Entre algunos de sus títulos se encuentran:
- “Characterization of As-prepared and Annealed Hydrogeneated Carbon Films” en Properties and Characterization of Amporphous Carbon Films en 1990.
- “Ordering Parameters in a SI-Systems” en Disorder Materials: Science and Technology en 1991.
- “Characterization of Amorphous Carbon Films” en Trends in Vacuum Sci. And Tech en 1993.
- “La producción de la tortilla y el consumo de energía a lo largo del proceso” en La industria de la masa y la tortilla en 1997.
- “Technologcial Modernization of the Alkaline Cooking Process for the Production of Masa and Tortilla” en Physics and Industry Developments en 1997.
- “Attraction Basins of Non-linear Differential Equation Set: Determination of Initial Values of Phase Varialbes for Correcto Integration of the System” en Advances in Systems Theory, Mathematical Methods and Applications. Electrical and Computer Engineering Series en 2002.
- “A New Approach to Hybrid Systems of Renewable Energy Utilzation” en Trends in Solar Energy Research en 2006.
- “Transparente Conductive Layers of Tin, Indium and Cadmium Oxides for Solar Cells”, en Leading Edge Research in Solar Energy en 2007.

## Premios y distinciones
- Mención honorífica en el Premio Nacional de Tecnología de Alimentos en 1994.
- Premio Anual de la Sociedad Mexicana de Ciencia de Superficies e Interfaces en 1995.
- Primer lugar de Desarrollo Tecnológico en la Exposición Anual de Científica y Tecnología del Estado de Querétaro en 1996 y 1997.
- Premio Anual de la Sociedad Mexicana de Física en 1999.
- Premio Nacional de Ciencias y Artes en el área de Tecnología y Diseño otorgado por la Secretaría de Educación Pública en 1999.
- Premio “Luis Elizondo” otorgado por el Instituto Tecnológico y de Estudios Superiores de Monterrey (ITESM) en 2001.
- Premio Estatal de Ciencia y Tecnología otorgado por el Gobierno del Estado de Durango en 2001.
- Presea “Lázaro Cárdenas” otorgada por el Instituto Politécnico Nacional en 2002.
- Reconocimiento como Mejor Investigador por el Estado de Querétaro en 2002 y 2003.